# Прелюдия и фуга ля минор (BWV 543)
«Великая» Прелюдия и Фуга ля минор, BWV 543 — произведение для органа, написанное Иоганом Себастьяном Бахом во время его пребывания в Веймаре в качестве придворного органиста (1708—1717). Является конечным вариантом Фуги ля минор BWV 944, написанной для клавесина в 1708 году.
Прелюдия написана в размере 4/4. Состоит из двух разделов, первый основан на фигурационных волнах, с употреблением техники скрытой полифонии в главной теме. Второй раздел основан на имитации ядра главной темы.
Фуга, в отличие от прелюдии, имеет размер такта 6/8, является четырёхголосной. Экспозиция фуги насчитывает 5 проведений темы, пятое — дополнительное проведение темы в верхнем голосе.
Фуга заканчивается кодой, написанной в манере, свойственной баховским токкатам с их виртуозными плагально-автентическими каденциями.